# John Vorster

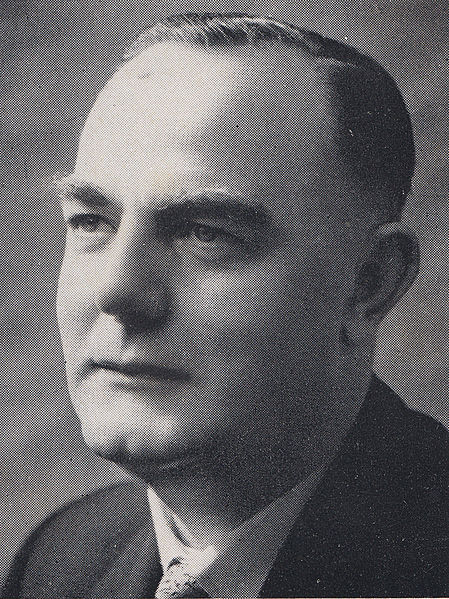
Vorster in 1960

Balthazar Johannes Vorster, roepnaam: John, (Jamestown, 13 december 1915 – Kaapstad, 10 september 1983) was van 1966 tot 1978 premier en van 1978 tot 1979 president van Zuid-Afrika.
Vorster studeerde rechten aan de Universiteit Stellenbosch. Van 1940 tot 1953 was hij werkzaam als advocaat. Vanuit zijn sterk anti-Britse gezindheid weigerde hij zijn dienstplicht te vervullen. Zijn kritiek op de Britten ging zo ver, dat hij zelfs het (Britse) parlementaire stelsel in Zuid-Afrika afwees en een fascistisch stelsel prefereerde. Hij was fel tegenstander van Zuid-Afrika's deelname aan de Tweede Wereldoorlog aan de zijde der geallieerden. Als een van de voormannen van de anti-Britse, pro-fascistische Afrikaner organisatie Ossewabrandwag zat hij van september 1942 tot januari 1944 gevangen.
Na zijn vrijlating werd hij actief binnen de Nasionale Party, de pro-apartheidspartij, en in 1953 werd hij in het parlement gekozen. In 1958 werd hij viceminister van Onderwijs in het kabinet van Hendrik Verwoerd. In 1961 volgde hij Charles Swart op als minister van Justitie. In die hoedanigheid voerde hij de apartheid in alle aspecten van het Zuid-Afrikaanse leven door.
Na de moordaanslag op Verwoerd in 1966 (door Dimitri Tsafendas) volgde Vorster hem als minister-president op. Tegen de verwachtingen in begon hij een gematigder beleid te voeren dan zijn voorgangers. Hij herstelde de diplomatieke betrekkingen met sommige Afrikaanse landen en stond zwarte Afrikaanse diplomaten toe te wonen in blanke woonwijken. Hij gaf Verwoerds politiek van gescheiden ontwikkeling vorm door het inrichten van thuislanden (veredelde reservaten) voor de zwarte bevolking. Dezen kregen daardoor ineens in de fabriekssteden waar ze woonden de status van gastarbeiders.
Door zijn beleid vervreemdde Vorster zich van de radicale vleugel van de Nasionale Party. Deze vleugel scheidde zich af en stichtte de Herstigte Nasionale Party.
Ofschoon Vorster het blanke minderheidsregime van premier Ian Smith in Rhodesië verdedigde, weigerde hij daarin zo ver te gaan dat hij zijn Amerikaanse bondgenoten zou verliezen. In 1974 dwong hij Smith tot onderhandelingen met de zwarte nationalisten.
In 1978 werd Vorster als premier opgevolgd door Pieter Botha en nam hij het presidentsambt op zich. In 1979 raakte Vorster in opspraak in het zogenaamde Muldergate schandaal. Connie Mulder, minister van informatie, was betrokken bij een financieel schandaal, terwijl Vorster daarvan afwist. Vorster had namelijk met geheime fondsen The Citizen opgericht, een concurrent voor The Rand Daily Mail, een progressieve krant die aan het licht bracht wat het Apartheidsregime liever in het duister liet. Als gevolg daarvan moest hij eerst als premier aftreden en later ook als president.
In 1982 betuigde Vorster steun aan de groep-Treurnicht, de uiterst rechtse afsplitsing van de Nasionale Party, maar daar liet hij het bij. In 1983 overleed hij op 67-jarige leeftijd.

## Publicatie
- B.J. Vorster: Geredigeerde toesprake van die sewende Eerste Minister van Suid-Afrika. Deel 1: 1953-1974 . Bloemfontein, Instituut vir Eietydse Geskiedenis, 1976. ISBN 0868860050

Staatspresidenten: Charles Robberts Swart · Theophilus Dönges · Jozua François Naudé (a.i.) · Jacobus Johannes Fouché · Johannes de Klerk (a.i.) · Nicolaas Johannes Diederichs · Marais Viljoen (a.i.) · Balthazar Johannes Vorster · Marais Viljoen · Pieter Willem Botha · Jan Christian Heunis (a.i.) · Frederik Willem de Klerk
Presidenten: Nelson Mandela · Thabo Mbeki · Kgalema Motlanthe · Jacob Zuma · Cyril Ramaphosa
Louis Botha · Jan Christian Smuts · James Barry Munnik Hertzog · Jan Christian Smuts · Daniël François Malan · Nicolaas Havenga (a.i.) · Johannes Strijdom · Charles Robberts Swart (a.i.) · Hendrik Verwoerd · Theophilus Dönges (a.i.) · Balthazar Johannes Vorster · Pieter Willem Botha
- Gemeinsame Normdatei: 125000065
- International Standard Name Identifier: 0000 0000 7869 5894
- Library of Congress Control Number: n50013130
- MusicBrainz: 963b87c0-3d72-4ecb-9247-f750e12acf2e
- Nationale Bibliotheek van Israël: 987007463290205171
- Nederlandse Thesaurus van Auteursnamen: 069311889
- SNAC: w6kh40b8
- Trove: 866822
- Virtual International Authority File: 91782286
- WorldCat: E39PBJjCMJyx4q3FxCppPhrrMP